# Micragrotis cinerosa
Micragrotis cinerosa är en fjärilsart som beskrevs av Bethune-Baker 1911. Micragrotis cinerosa ingår i släktet Micragrotis och familjen nattflyn. Inga underarter finns listade i Catalogue of Life.